# Президент на Украйна
Президентът на Украйна (на украински: Президент України) е държавният глава на страната. Той представлява нацията в международните отношения, управлява външнополитическата дейност на държавата, води преговори и сключва международни договори. Президентът се избира пряко от гражданите на Украйна за петгодишен мандат (независимо дали президентските избори са предсрочни или насрочени), ограничен до два последователни мандата.
Официалната резиденция на президента е Маринският дворец, разположен в квартал Печерск на столицата Киев. Други официални резиденции включват Къщата с химерите и Къщата на плачещата вдовица, които се използват за официални посещения от чуждестранни представители. Службата на президента на Украйна, неофициално известна като „Банкова“ по отношение на улицата, на която се намира, служи като президентска канцелария, която съветва президента по вътрешни, външни и правни въпроси.
Настоящият президент е Володимир Зеленски, който полага клетва на 20 май 2019 г.

## Общ преглед
Президентът е главнокомандващ на украинските въоръжени сили и оглавява Съвета за национална сигурност и отбрана, който съветва президента, координира и контролира изпълнителната власт в сферата на националната сигурност и отбрана. Според Конституцията на Украйна президентът е гарант за суверенитета на държавата, териториалната неделимост, спазването на Конституцията на Украйна и правата и свободите на човека и гражданите.
Както при разделението на властите, президентът проверява авторитета на парламента и съдебната система. Например всеки закон, приет от парламента, може да бъде наложен с вето от президента. Въпреки това парламентът може да преодолее ветото му с 2/3 гласове с конституционно мнозинство. Президентът има ограничени правомощия да разпуска Върховната Рада (парламента) и номинира кандидати за министър на външните работи и министър на отбраната в украинския кабинет. Шест от осемнадесет от съдиите от Конституционния съд се назначават от президента. Решенията на президента подлежат на преразглеждане от съдилищата на Украйна, като Конституционният съд има единствената власт и правомощие да обявява указите на президента за противоконституционни. Докато е в длъжност, президентът се ползва с правото на имунитет.

## Списък с президенти
Украинска народна република (1917 – 1921)
|  | портрет | име (Роден - Починал)             | начало на мандата | край на мандата  | партия                                             | забележка |
|  | ------- | --------------------------------- | ----------------- | ---------------- | -------------------------------------------------- | --------- |
|  |         | Михайло Грушевский (1866 – 1934)  | 28 март 1917      | 29 април 1918    | Украинска социалистическо-революционна партия      |           |
|  |         | Павло Скоропадски (1873 – 1945)   | 29 април 1918     | 14 декември 1918 | Громада на украинския народ                        |           |
|  |         | Володимир Виниченко (1880 – 1951) | 14 декември 1918  | 11 февруари 1919 | Украинска социалдемократическа работническа партия |           |
|  |         | Симон Петлюра (1879 - 1926)       | 11 февруари 1919  | 10 ноември 1920  | независим                                          |           |

Президент на Украйна (1991 – понастоящем)
Президентът на Украйна е държавният глава на Украйна от 1991 г. и понастоящем.
|  | портрет | име (Роден - Починал)           | начало на мандата | край на мандата  | партия                              | забележка                                                                       |
|  | ------- | ------------------------------- | ----------------- | ---------------- | ----------------------------------- | ------------------------------------------------------------------------------- |
|  |         | Леонид Кравчук (1934 - 2022)    | 24 август 1991    | 19 юли 1994      | независим                           | Първият демократично избран президент.                                          |
|  |         | Леонид Кучма (род. 1938)        | 19 юли 1994       | 23 януари 2005   | независим                           | Вторият демократично избран президент.                                          |
|  |         | Виктор Юшченко (род. 1954)      | 23 януари 2005    | 25 февруари 2010 | Наша Украйна                        | Третият демократично избран президент.                                          |
|  |         | Виктор Янукович (род. 1950)     | 25 февруари 2010  | 22 февруари 2014 | Партия на регионите                 | Четвъртият демократично избран президент.                                       |
|  |         | Олександър Турчинов (род. 1964) | 22 февруари 2014  | 7 юни 2014       | Всеукраинско обединение „Отечество“ | Изпълняващ длъжността президент в качеството на председател на Върховната Рада. |
|  |         | Петро Порошенко (род. 1965)     | 7 юни 2014        | 20 май 2019      | Блок Петро Порошенко                | Петият демократично избран президент.                                           |
|  |         | Володимир Зеленски (род. 1978)  | 20 май 2019       | действащ         | Слуга на народа                     | Шестият демократично избран президент.                                          |

## Живи бивши президенти
Към 15 юли 2025 г. има четирима живи бивши президенти на Украйна.
Най-скорошната смърт на бивш президент е на първия президент Леонид Кравчук (1991 - 1994) на 10 май 2022г., починал на 88 годишна възраст. По-долу са изображенията на бившите живи президенти:
- Леонид Кучма
(1994 – 2005)
9 август 1938 г. (86 г.)
- Виктор Юшченко
(2005 – 2010)
23 февруари 1954 г. (71 г.)
- Виктор Янукович
(2010 – 2014)
9 юли 1950 г. (75 г.)
- Петро Порошенко
(2014 – 2019)
26 септември 1965 г. (59 г.)